# Takumi Horiike
Takumi Horiike, född 6 september 1965 i Shizuoka prefektur, Japan, är en japansk tidigare fotbollsspelare.